# Aliman község
Aliman község Romániába, Dobrudzsa vidékén, Constanța megyében található. A hozzá tartozó települések: Aliman (községközpont), Dunăreni, Floriile és Vlahii

## Fekvése
A község az ország délkeleti részén található, a Duna jobb partján.

## Története
Aliman területén egy, a 2. - 3. századból származó, római kori erődítés romjait tárták fel.

## Lakossága
| Nemzetiségek | 2002 | 2002   |
| ------------ | ---- | ------ |
| Románok      | 3080 | 99,90% |
| Törökök      | 3    | 0,09%  |
| Összesen     | 3083 | 100,0% |

## Híres emberek
- Dan Spătaru (Aliman, 1939. október 2. – Bukarest, 2004. szeptember 8.): román könnyűzenei előadó.

## Látnivalók
- A községhez tartozik az Urluia-völgyben kialakított természetvédelmi rezervátum, a maga 14,62 hektáros területével, magába foglalva a Sarpul és Vederoasa tavakat.
- Sacidava - a római kori erőd maradványai.

## Külső hivatkozás
- A község honlapja
- Dobrudzsa településeinek török nevei
- A 2002-es népszámlálási adatok